# Адживіка
Адживіка — давньоіндійське філософське вчення, засновником якого вважаться мудрець Маркалідев (6-5 ст. до Р.Х.) . Адживіка розглядається як матеріалістичне вчення.
За цим вченням існують 4 різновиди атомів, з яких виникають 4 стихії: вода, вогонь, земля, повітря.  Ці атоми + життя утворюють 5 субстанцій. Атоми вічні, ніким не створені і неподільні. Вони різні і не можуть взаємоперетворюватися. 

## Походження назви
Адживіка — «той, хто в різних місцях знаходить собі засоби для існування (аджива)».
Можливо також, що назва походить від слова «дживат» («довгий як життя»). 

## Історія
Бібліографія з цієї тематики бідна, що пояснюється втратою священних писань адживіки. Лише небагато фрагментів збереглися у буддійських і джайнських текстах, а також в написах епохи
імперії Маур'їв.
Засновник секти — Маскарин Гошала (Санскрит; Палі: Маккхалі Госала). За іншою версією він очолював велику громаду адживіків, але не був її засновником. За деякими даними Гошала був другом Махавіри, 24-го Тіртханкара джайнізму. Сутра Бхагаваті зображує Гошалу учнем Махавіри протягом шести років, а потім їхні світогляди розходяться.
Батько імператора Ашоки, Біндусара, був прихильником адживіки, яка в епоху Ашоки досягла вершини своєї популярності, а потім зникла. Можливо, що деякі групи продовжували існувати в Індії до XIV ст.

## Буддизмі адживіка
Будда критично ставився до адживіки за заперечення нею потенціалу людини та відповідальності за свої вчинки. Буддисти описують вчення адживіки як таке, що приносить велику шкоду — навіть більшу ніж інші подібні вчення.